# Sassy Árpád
Sassy Árpád (Perkupa, 1845. május 23. – Miskolc, 1915. május 25.) polgármester-helyettes, lapszerkesztő, városi tanácsnok. Sassy Csaba és Sassy Attila apja.

## Életútja
Sassy Szabó Ábrahám tanító és Vatay (Vatthay) Anna fiaként született, 1845. május 29-én keresztelték. 1869. január 23-tól Táncsics Mihállyal közösen, megszűnéséig (1869. december 23.) szerkesztette az Arany Trombita című lapot, s 1869 júliusától Táncsiccsal és Gonda Lászlóval együtt tagja lett az Általános Munkásegyletnek. Vezetésükkel jött létre 1869 őszén az Óbudai Munkásegylet. 1869-ben Sassyt egy év börtönbüntetésre és 500 forint pénzbüntetésre ítélték sajtóvétség (felségsértés) miatt. A váci államfogház első lakója volt, háromszobás magánlakosztályt kapott. Sokat olvasott és dolgozott fogsága idején, miniszteri engedéllyel vendéglőből hozhatott magának kosztot. Miután 1870-ben letöltötte büntetését, kilépett a munkásmozgalomból. Miskolcon telepedett le, és a város kultúrtanácsnokaként is tevékenykedett. Halálát ütőér-elmeszesedés okozta.

## Családja
Első felesége Szirmay Terézia (1856–1882) volt, tőle született fia Sassy Attila festőművész. Második felesége Fássy Lídia. Harmadik feleségétől, csobádi Nagy Máriától született fia Sassy Csaba író, költő, újságíró.